# Ministère de l'Environnement et de l'Urbanisme
Le ministère de l'Environnement, de l'Urbanisme et du Changement climatique de la république de Turquie (en turc : Türkiye Cumhuriyeti Çevre, Şehircilik ve İklim Değişikliği Bakanlığı), est l’administration de la république de Turquie responsable de l'environnement, des travaux publics et de l'urbanisme en Turquie. Le ministère est dirigé par Murat Kurum (en).
Le ministère bénéficie, pour l'année 2020, d'un budget de 2,827 milliards de livre turque.

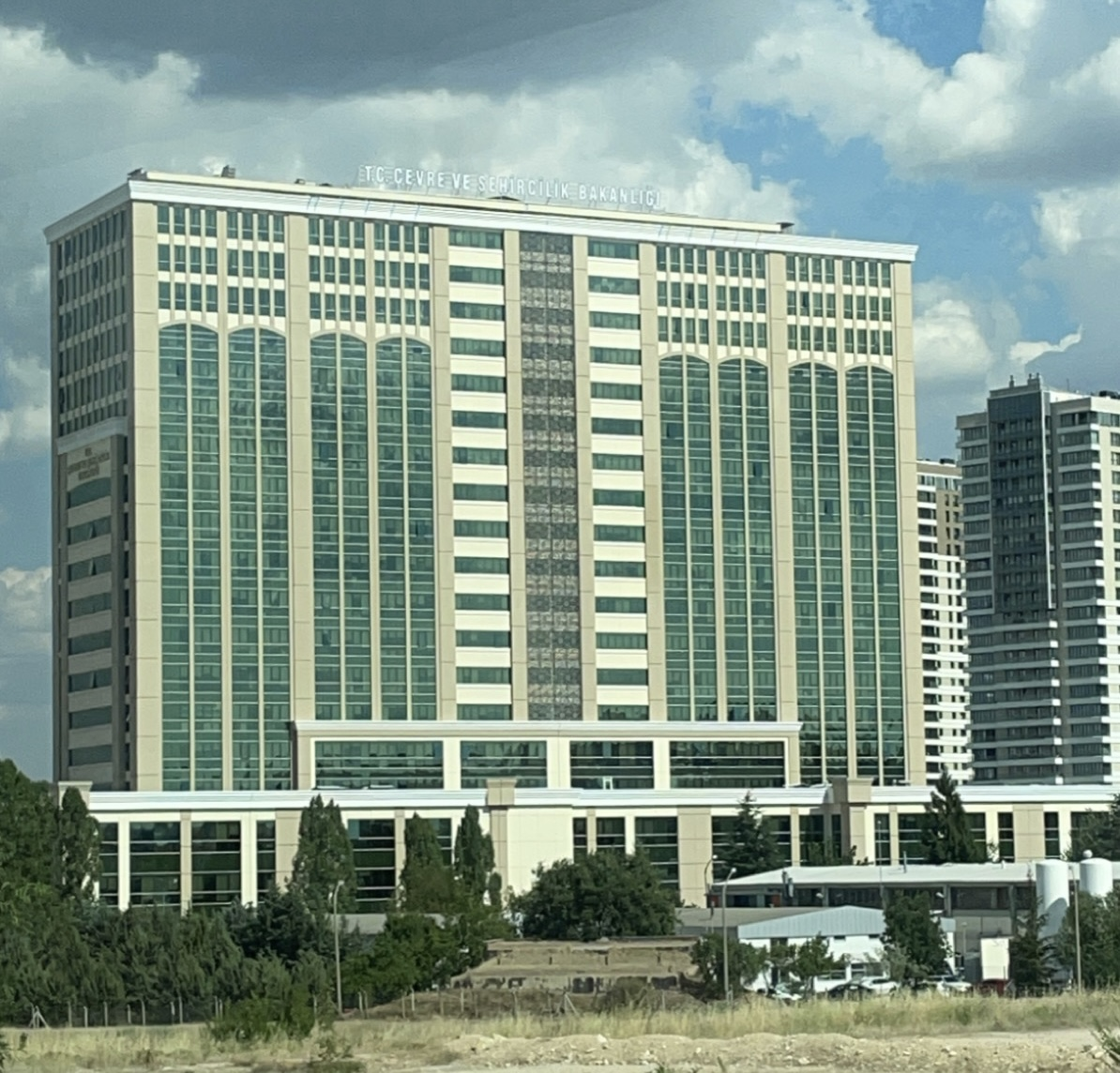
Vue de côté du bâtiment abritant le siège du ministère à Ankara.

## Histoire
La première administration d'urbanisme a été créée en 1920 sous le nom de : ministère des Travaux publics, Bayındırlık Bakanlığı.
En 1958, le gouvernement turc fonde le ministère du Développement et du Logement, İmar ve İskan Bakanlığı. 
Le ministère des Travaux publics et le ministère du Développement et du Logement fusionnent en 1983 pour créer le ministère des Travaux publics et du Logement, Bayındırlık ve İskan Bakanlığı. 
Le 28 juin 2011, il est rebaptisé Ministère de l'Environnement et de l'Urbanisme (Çevre ve Şehircilik Bakanlığı).
Le 29 octobre 2021, il est renommé Ministère de l'Environnement, de l'Urbanisme et du Changement climatique (Çevre, Şehircilik ve İklim Değişikliği Bakanlığı). 

## Missions
Les points-clés des missions du ministère :
1. Gestion et supervision des pratiques en matière de zonage et de cadastre.
2. Gestion et supervision des projets de renouvellement urbain et lutte contre les gecekondu, bidonvilles.
3. Protection de l'environnement et à la formation, la recherche, et la planification de projet pour la lutte contre la pollution de l'environnement.
4. Gestion, supervision et contrôle des eaux usées de tous les secteurs pour la lutte contre la pollution de l'eau.
5. Supervision de l'Administration du développement du logement social (TOKİ).
6. Protection et préservation de l'écosystème et de la biodiversité.
7. Fournir des rapports sur l'environnement à l'Organisation de coopération et de développement économiques.
8. Lutte contre les bâtiments et infrastructures vulnérables aux séismes et gestion des normes parasismiques.
9. Réalisation des missions issues des lois et des ordonnances .

## Articles liés
- Liste des ministères en Turquie